# Movie/La goccia
 Movie/La goccia è un 45 giri della cantante pop italiana Loredana Bertè, pubblicato nel 1981 dall'etichetta discografica CGD.

## Movie
Movie, scritto da Oscar Avogadro su musica di Mario Lavezzi. Il singolo fu stampato ma, all'ultimo momento, fu deciso di non commercializzarlo, per non penalizzare le vendite del 33 giri fino a quel momento non troppo esaltanti.

## La goccia
La goccia, brano scritto da Oscar Avogadro su musica di Alberto Radius, era il lato B del disco.
Entrambi i brani vennero inseriti nell'album Made in Italy. La mancata pubblicazione commerciale e le rare copie trafugate hanno fatto sì che il disco sia uno tra i più ricercati dai collezionisti.
Nel 2025, il brano La Goccia è stato remixato dal deejay Protopapa e pubblicato come singolo digitale il 9 maggio.

## Tracce
Lato A
1. Movie – 4:48 ((O. Avogadro, M. Lavezzi))

Durata totale: 4:48
Lato B
1. La goccia – 4:40 ((O. Avogadro, A. Radius))

Durata totale: 4:40
|}